# Commanderie de Mail
La commanderie du Mail ou château du Mail est une commanderie qui faisait partie du prieuré hospitalier du Temple appartenant au grand prieuré de France de la langue de France.

## Origine
Il n'y a aucun document qui donne l'origine de cette commanderie. Au XIVe siècle, il faisait partie du grand prieuré de France mais au XVe siècle il ne restait qu'une grange appelée « la grange l'auxerroise ». Cette grange servait à engranger les récoltes et le produit des dimes.

## La commanderie
Nous disposons d'un procès-verbal de visite, datant de 1436, qui nous donne une description : « La granche aucerroise où souloit avoir le chateau de May qui est détruit par la guerre depuis quarante ans, avec une grant quantitez de terre qui à présent sont en désert, et aucune quantité de menuz cens, lesquelz sont perduz pour ce que nul y demeure,. »
Bertrand de Cluys, prieur, donne les terres en viager à Josse Delaporte, un frère de l'Ordre, pour que celui-ci remette le domaine en état de culture. Mais en fait, en 1478, Josse Delaporte donne à bail, à un certain Mercier, résidant au Château de Mail, les terres avec un moulin pour 100 sols parisis. Mercier devait bâtir à ses frais une maison avec grange, écuries et étables sur les ruines de l'ancien château. Il devait en plus défricher 60 arpents de terre chaque année,.
Au XVIIIe siècle, il ne restait que la chapelle et 150 arpents de terre affermés 400 livres.

## Sources
- Eugène Mannier, Les commanderies du grand prieuré de France d'après les documents inédits conservés aux archives nationales à Paris, Paris, 1872 (lire en ligne)